# Krasae Sin (huyện)
Krasae Sin (tiếng Thái: กระแสสินธุ์) là một huyện (amphoe) ở phía bắc của tỉnh Songkhla, miền nam Thái Lan.

## Địa lý
Các huyện giáp ranh (từ phía nam theo chiều kim đồng hồ) là: Sathing Phra của tỉnh Songkhla, Pak Phayun, Bang Kaeo, Khao Chaison, Mueang Phatthalung của tỉnh Phatthalung và Ranot của tỉnh Songkhla. 
Phía tây huyện là bờ hồ Thale Luang và Thale Noi, phần phía bắc của hồ Songkhla.

## Lịch sử
Tiểu huyện (king amphoe) đã được lập ngày 16 tháng 2 năm 1978, khi ba tambon Choeng Sae, Ko Yai và Rong được tách ra từ Ranot. Đơn vị này đã được nâng cấp thành huyện ngày 4 tháng 7 năm 1994.

## Hành chính
Huyện này được chia thành 4 phó huyện (tambon), các đơn vị này lại được chia ra thành 22 làng (muban). Không có khu vực thành thị ở huyện này, có 4 Tổ chức hành chính tambon.
| STT. | Tên        | Tên Thái | Số làng | Dân số |  |
| ---- | ---------- | -------- | ------- | ------ |  |
| 1.   | Ko Yai     | เกาะใหญ่  | 9       | 6.928  |  |
| 2.   | Rong       | โรง      | 5       | 3.033  |  |
| 3.   | Choeng Sae | เชิงแส    | 4       | 2.987  |  |
| 4.   | Krasae Sin | กระแสสินธุ์ | 4       | 3.107  |  |